# محمد ربیع النوبی
محمد ربیع النوبی (عربی: محمد ربيع جمعان النوبي؛ زادهٔ ۱۰ مهٔ ۱۹۸۱) بازیکن فوتبال اهل عمان است.
از باشگاه‌هایی که در آن بازی کرده‌است می‌توان به باشگاه ورزشی السد، باشگاه فوتبال الوحده عربستان سعودی، باشگاه ورزشی الاهلی قطر و باشگاه ورزشی کاظمه کویت اشاره کرد.
وی همچنین در تیم ملی فوتبال عمان بازی کرده‌است.